# Деноминация (финанси)
Вижте пояснителната страница за други значения на Деноминация.
Деноминация във финансите означава преименуване на паричните знаци, придружено с намаляване на номиналната им стойност или заменяне на старите парични знаци с уедрени нови за опростяване на разчетните сметки.
Най-честата причина за необходимостта от въвеждането на тази мярка от държавата е инфлация (или хиперинфлация), придружена от рязко спадане на курса на книжните пари, или при присъединяването на държава към валутен съюз. Например, такава деноминация претърпяват при присъединяването си към Еврозоната Белгия, Люксембург, Германия и Ирландия през 2002 година, и Словения през 2006 година.

## Деноминации в България
Деноминации в България са правени няколко пъти: през 1947, 1952, 1962 и 1999 година.
С обмяната през 1947 г. се изтеглят от парично\финансово обращение банкноти от емисии до 1943 г. Срещу старите банкноти и бонове физическите лица могат да получат най-много до 2000 лв. в нови банкноти, което определя подчертано конфискационния характер на този акт.
На 10 май 1952 г. е въведена най-мащабната и скоростна парична реформа в България. Обмяната се извършва между 12 и 15 май. Курсът на лева е базиран на руската рубла: 1,70 лв. = 1 рубла, а коефициентът на деноминация е 100:4. На 28 юли същата година е открит Българският монетен двор. С това сеченето на разменни и възпоменателни монети започва изцяло да се осъществява на територията на страната.
Трета обмяна на парите е въведена на 1 януари 1962 година. Съотношението е 10:1.
На 5 юли 1999 година се извършва деноминация на българския лев, според закон, приет от XXXVIII народно събрание на 19 февруари същата година. Старите 1000 лева стават нов 1 лев. Българска народна банка пуска в обращение нови банкноти и монети: банкнотите са с номинална стойност 1, 2, 5, 10, 20 и 50 лева, а монетите – с 1, 2, 5, 10, 20, 50 стотинки и 1 лев. Всички банкноти и монети от старата емисия се приемат без ограничения като законно платежно средство до края на 1999 г., а след 1 януари 2000 г. като законно/легално платежно (разплащателно) средство остава само новият лев.
Освен за банкнотите и монетите, деноминацията се отнася също и за:
- всички имуществени и парични права и задължения;
- активите и пасивите на предприятията;
- ценни книжа и размера на акционерните дяловете;
- размера на капитала, записан в търговския регистър;
- всички платежни средства, чиято стойност се измерва в левове.[5]